# Sally Pressman

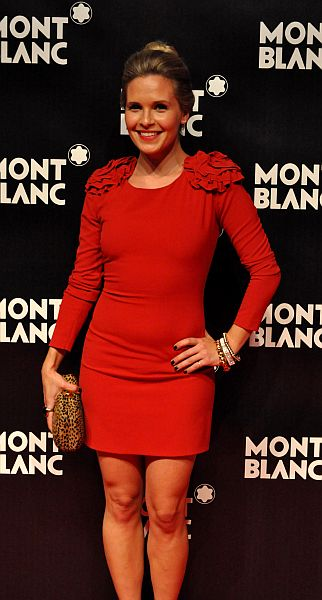
Sally Pressman im September 2010

Sally Pressman (* 1. August 1981 in New York City als Sally Pressman Bernstein) ist eine US-amerikanische Schauspielerin und Tänzerin.

## Leben und Karriere
Sally Pressman besuchte die Spence School für Mädchen in New York. Sie wurde an der Manhattan Ballett Company im klassischen Ballett ausgebildet. Die Yale University schloss sie mit einem Bachelor of Arts in Theaterwissenschaften ab.
Ihre Filmkarriere begann 2006 mit einem Auftritt in der Pilotfolge von Shark. Sie spielte auch in dem Horrorfilm Last Rites of the Dead mit. Von 2007 bis 2013 war sie in der Lifetime-Fernsehserie Army Wives als Roxy LeBlanc zu sehen.
Seit 2011 ist Pressman mit dem Schauspieler David Clayton Rogers verheiratet.

## Filmografie (Auswahl)
- 2006: Shark (Fernsehserie, Folge 1x01)
- 2006: Last Rites of the Dead
- 2007: Criminal Minds (Fernsehserie, Folge 3x11)
- 2007–2013: Army Wives (Fernsehserie, 105 Folgen)
- 2008: The New Adventures of Old Christine (Fernsehserie, Folge 3x05)
- 2011: Man Up (Fernsehserie, Folge 1x10)
- 2013: Scandal (Fernsehserie, 3 Folgen)
- 2014: Person of Interest (Fernsehserie, Folge 3x13)
- 2014: Grey’s Anatomy (Fernsehserie, 2 Folgen)
- 2014: Once Upon a Time – Es war einmal … (Once Upon a Time, Fernsehserie, Folge 4x07)
- 2016–2018: Younger (Fernsehserie, 6 Folgen)
- 2018: Tote Mädchen lügen nicht (13 Reasons Why, Fernsehserie, Folge 2x11)
- 2018–2021: Good Girls (Fernsehserie, 10 Folgen)
- 2020: One Day at a Time (Fernsehserie, 1 Folge)